# Nostradamus
Nostradamus, pseudonimo di Michel de Nostredame, alle volte Notre Dame in francese o Miquèl de Nostradama in occitano, raramente Michele di Nostradama in italiano cinquecentesco (Saint-Rémy-de-Provence, 14 o 21 dicembre 1503 – Salon-de-Provence, 1 o 2 luglio 1566), è stato un astrologo, scrittore, farmacista e speziale francese.
È considerato da molti come uno tra i più famosi e importanti scrittori di profezie della storia. È famoso principalmente per il suo libro Le Profezie, che consiste di quartine in rima, raccolte in gruppi di cento, nel libro Centuries et prophéties (1555).
I sostenitori dell'attendibilità di queste profezie attribuiscono a Nostradamus la capacità di aver predetto un incredibile numero di eventi nella storia del mondo, tra cui la rivoluzione francese, la bomba atomica, l'ascesa al potere di Adolf Hitler e gli attentati dell'11 settembre 2001. Nessuno ha tuttavia mai dimostrato di poter ricavare dalle quartine di Nostradamus dati attendibili per la previsione del futuro.
Si rileva infatti che queste predizioni altro non sono che esempi di chiaroveggenza retroattiva. In altri termini, le quartine sono scritte in un modo così ambiguo che chiunque, a posteriori, può leggere o interpretare in esse ciò che meglio crede.
(Massimo Polidoro)

## Biografia

### La famiglia

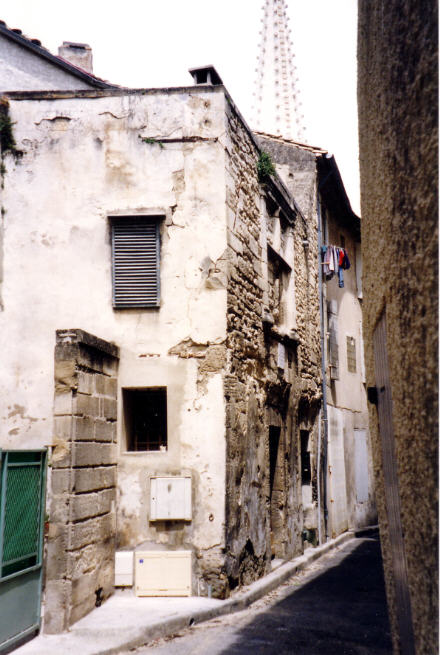
La casa natale di Nostradamus a Saint-Rémy-de-Provence

Nostradamus nacque il 14 o 21 dicembre del 1503 a Saint-Rémy-de-Provence nel Sud della Francia: il padre fu Jaume (o Jacques) de Nostredame (1470-1547), un commerciante di cereali e ricco notaio, la madre Reynière (o Renée) de Saint-Rémy, e si sposarono il 23 maggio 1495. Jaume era il primo dei sei figli di Pierre de Nostredame e Blanche de Sainte-Marie. Il nome Pierre de Nostredame venne dato all'ebreo Guy de Gassonet (figlio di Arnauton de Velorges) in occasione della sua conversione al cattolicesimo, probabilmente intorno al 1455.
Documenti degli archivi di Avignone e di Carpentras, che spesso fanno riferimento agli ebrei presenti nelle rispettive zone e in altre regioni, suggeriscono la possibilità che l'origine del nome Nostredame sia stato imposto da Pierre de Foix, allora arcivescovo di Arles. Il nonno di Nostradamus, Guy de Gassonet, visse così intensamente la propria conversione da ripudiare la compagna Benastruge Gassonet, restia ad abbandonare l'ebraismo.
Resta traccia di alcuni dei fratelli di Michel: Delphine, Jean (circa 1507-1577), Pierre, Hector, Louis, Bertrand, Jean II (nato nel 1522) e Antoine (nato nel 1523). Della sua infanzia si sa poco: si ritiene sia stato educato dal bisnonno materno Jean de St. Rémy, circostanza tuttavia smentita da altre fonti.

### Istruzione
A quindici anni Nostradamus entrò all'università di Avignone per conseguire il baccalaureato. Dopo circa un anno, quando aveva già iniziato a studiare matematica, retorica, astronomia e astrologia, fu costretto a lasciare l'università poiché questa chiuse a causa della peste. Stando al racconto tradizionale, Nostradamus viaggiò per otto anni alla ricerca di erbe che potessero fungere da rimedi alla peste. Nel 1529, dopo alcuni anni come speziale, entrò all'Università di Montpellier per conseguire il dottorato in medicina. Fu espulso poco dopo quando scoprirono il suo passato da speziale, figura espressamente vietata all'interno della struttura universitaria. Il documento di espulsione (BIU Montpellier, Register S 2 folio 87) è oggi conservato nella biblioteca dell'università. Ottiene comunque la toga rossa alla terza iscrizione nel 1532 e viene in seguito appellato come "dottore". Nostradamus continuò a viaggiare, visitando Avignone, Bordeaux e Tolosa e raggiunse la notorietà creando una pillola rosa che si supponeva proteggesse dalla peste.

### Ad Agen
Nel 1531 fu invitato da Giulio Cesare Scaligero, considerato una delle somme menti del Rinascimento, a recarsi nella città occitana di Agen. Lì Nostradamus sposò una donna il cui nome è ancora oggetto di discussione (forse Henriette d'Encausse o Adriele Lobejac), dalla quale ebbe due figli. Nel 1537 essi morirono, presumibilmente di peste.
Dopo la loro scomparsa egli continuò a viaggiare, attraversando Francia e Italia. Nel 1545 cercò di aiutare Louis Serre nella lotta contro la peste a Marsiglia e poi, da solo, in altre zone della Francia. Nel 1547 si stabilì a Salon, dove sposò una ricca vedova di nome Anne Ponsarde, e da lei ebbe tre figli e tre figlie. Iniziò ad allontanarsi dalla medicina e a interessarsi dell'occulto. Stando al racconto tradizionale, scrisse un almanacco nel 1550; decise anche di scriverne uno ogni anno. Si ritiene che quegli almanacchi contenessero almeno 6.338 profezie. Probabilmente per il successo degli almanacchi molti notabili dell'epoca cominciarono a chiedergli amuleti e oroscopi.

### Il presunto soggiorno a Torino
Corrado Pagliani, nel 1934, ricostruisce in un articolo il possibile passaggio di Nostradamus a Torino. Tale passaggio sarebbe stato attestato da una lapide collocata sull'androne della cascina Domus Morozzo, appartenente alla omonima famiglia residente presso villa Vittoria di Via Lessona in borgata Parella e demolita negli anni sessanta.
Nel suo articolo, Pagliani riportò la riproduzione di un dagherrotipo ottocentesco presunta fotografia dell'originale, quindi a sua volta fotografata con tecniche attuali a partire solo dal 1922. Scritta in franco-provenzale, la lapide recitava: «1556 Nostre Damvs aloge ici on ilia le paradis lenfer le pvrgatoire ie ma pelle la victoire qvi m'honore avrala gloire qvi me meprise ovra la rvine hntiere».
Nel tempo, anche prima dell'articolo di Pagliani, si sono poi succeduti diversi scritti che davano come avvenuta la permanenza di Nostradamus a Torino, ma mancano delle prove certe di tale passaggio.

### Origini delleCenturies
Egli iniziò il suo progetto di scrivere mille quartine (poesie di quattro versi) in francese, che formano le supposte predizioni per le quali oggi è famoso; le quartine effettivamente pubblicate furono tuttavia 942. Per il timore di rendersi vulnerabile ai fanatismi religiosi, oscurò i suoi versi utilizzando giochi di parole e vari linguaggi insieme, come il provenzale, il greco, il latino, l'italiano, l'ebraico e l'arabo.
Le quartine, raccolte in un libro intitolato Les Propheties, ricevettero diverse reazioni dopo la pubblicazione. Alcuni pensarono che Nostradamus fosse un servo del diavolo, un impostore o un pazzo, mentre gran parte dell'élite credeva che le sue quartine fossero profezie ispirate spiritualmente.

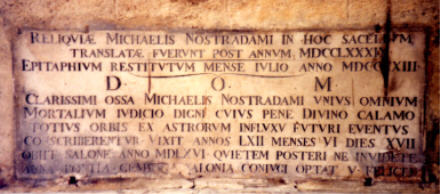
La tomba di Nostradamus nella Collégiale Saint-Laurent, a Salon-de-Provence, in Francia

Molti nobili giunsero a lui per oroscopi e consigli. Caterina de' Medici, la regina consorte di Enrico II di Francia, fu una delle ammiratrici di Nostradamus: dopo aver letto Le profezie lo invitò alla corte reale a Parigi per ottenere spiegazioni sulle recentemente pubblicate Centurie (secondo alcuni, anche circa le quartine intorno alla prossima morte del marito) e per elaborare oroscopi per i giovani figli della dinastia Valois. Dopo quest'incontro, la regina Caterina divenne una fidata sostenitrice di Nostradamus e poco prima della sua morte, avvenuta nel 1566, lo nominò consigliere e medico del re Enrico III Valois.
Taluni ritengono che Nostradamus avesse il timore di essere perseguitato per eresia dall'inquisizione, ma né le profezie né la sua attività astrologica furono oggetto di attenzione da parte dell'inquisizione. I rapporti con la Chiesa cattolica come medico e guaritore furono eccellenti e la sua breve prigionia nel 1561 avvenne solo in relazione al fatto che un almanacco fu pubblicato senza previa approvazione del vescovo, violando così un decreto reale.

### La morte

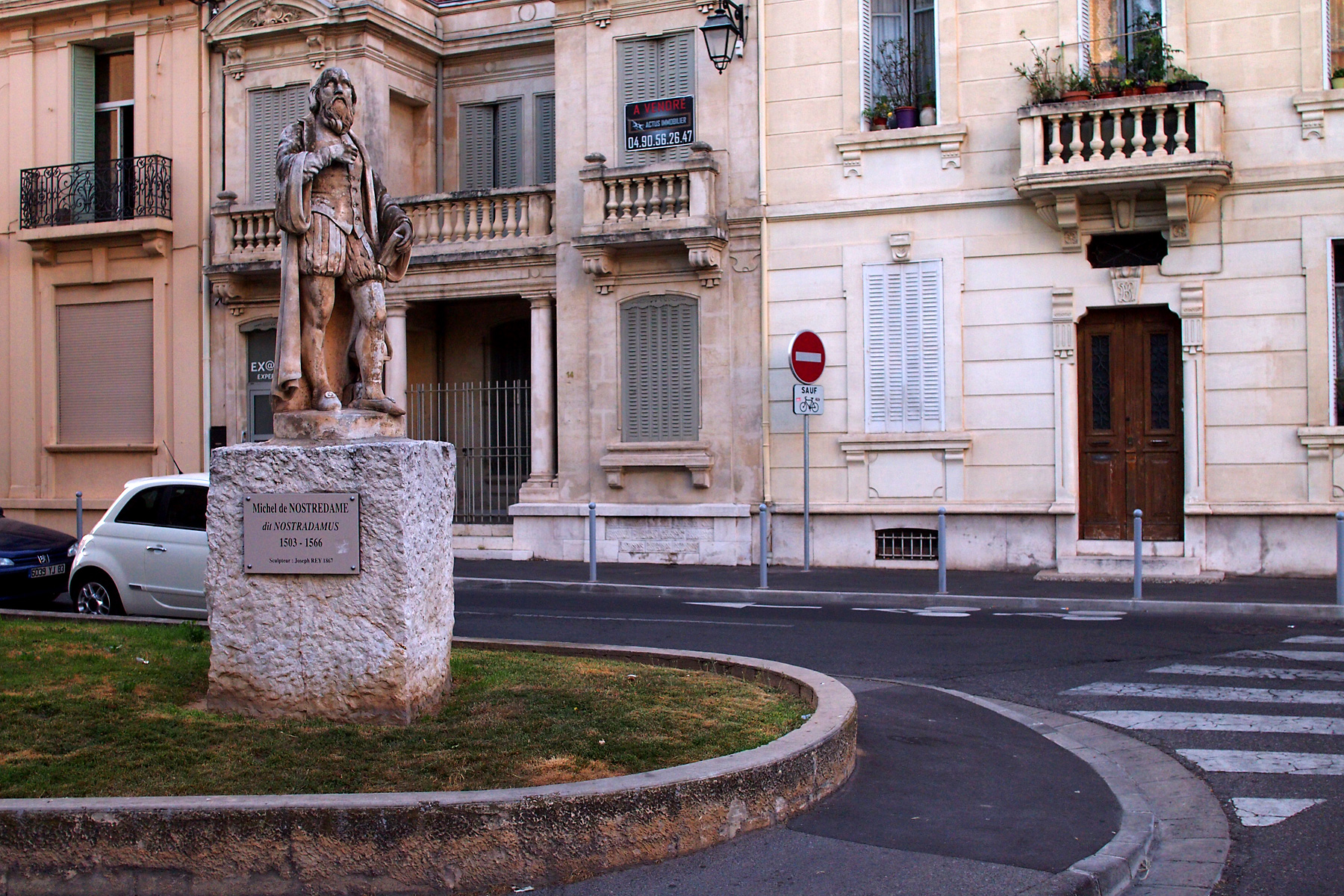
Nostradamus a Salon-de-Provence, in Francia

Dal 1566 la gotta di Nostradamus, che gli fece patire sofferenze per molti anni e gli rese molto difficili i movimenti, si tramutò in idropisia. La tradizione racconta che una notte di luglio fece sapere di voler trascorrere l'ultima notte da solo e quando il suo segretario Chavigny lo congedò con un «Fino a domani, Signore?», Nostradamus gli rispose «Non mi troverai vivo all'alba». La mattina successiva Chavigny condusse amici e familiari allo studio (che era stato convertito in una camera da letto) e trovò il corpo di Nostradamus che giaceva al suolo fra il letto e una panca improvvisata. Fu seppellito nella locale cappella, ma poi, durante la rivoluzione francese, la salma venne profanata e infine fu trasferita nella Collégiale Saint-Laurent, a Salon-de-Provence, nel Sud della Francia, dove si trova tuttora.

## Le Profezie
Nostradamus affermò di basare le proprie profezie sull'astrologia giudiziaria, ma fu aspramente criticato da altri astrologi dell'epoca, come Laurens Videl, per l'incompetenza e le tesi relative all'oroscopo comparativo (cioè la comparazione della configurazione futura dei pianeti con quella che era presente durante eventi del passato).

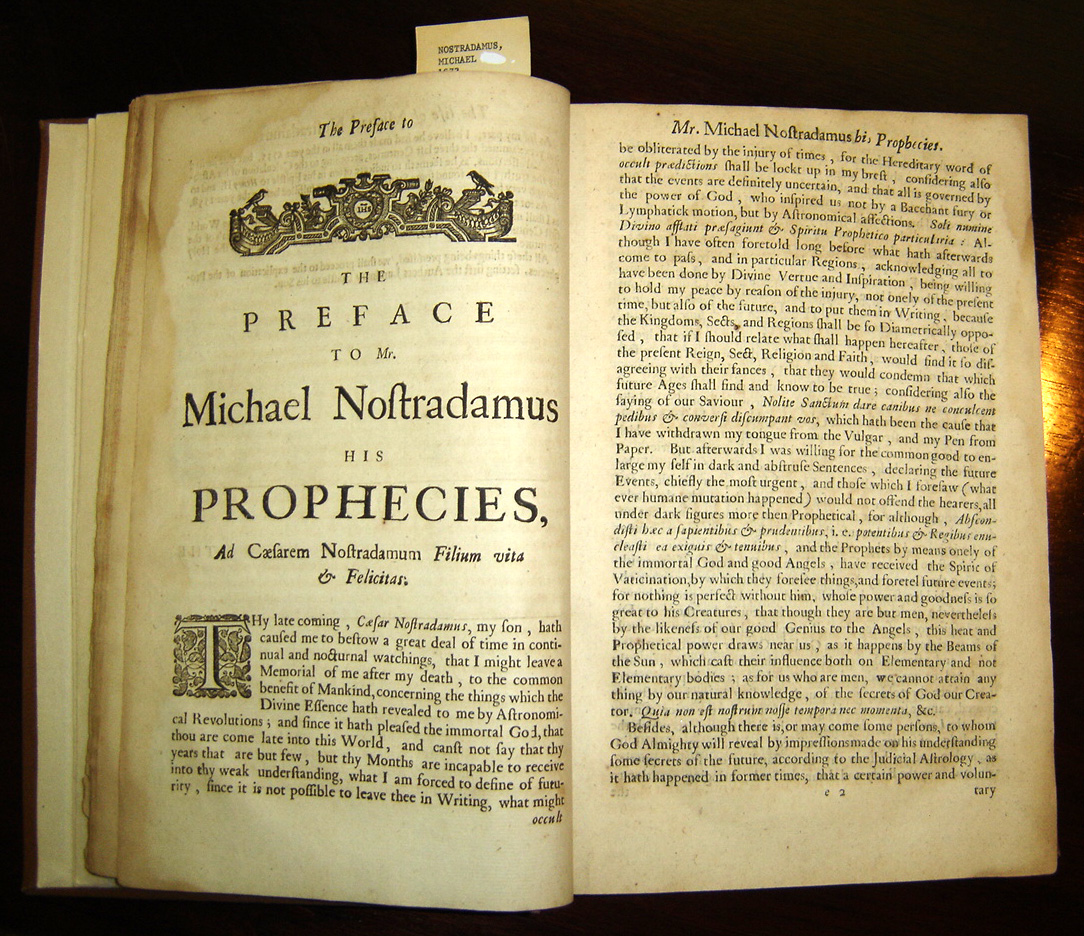
Copia di una traduzione inglese di Garencières del 1672, conservata alla Nixon Medical History Library della University of Texas Health Science Center at San Antonio

Recenti ricerche suggeriscono che gran parte del suo lavoro profetico non è altro che la parafrasi di elementi escatologici principalmente derivati dalla Bibbia, integrati da eventi storici e da antologie riportanti presagi, il tutto mescolato dall'oroscopo comparativo. Per questo le molte predizioni coinvolgono antiche figure come Lucio Cornelio Silla, Nerone, Gaio Mario e altri, così come descrizioni di battaglie tra le nuvole e rane che cadono dal cielo. L'astrologia in sé è menzionata solo due volte nella prefazione e 41 volte nelle centurie. Nella quartina  71 della ottava centuria egli esplicitamente attacca gli astronomi.
Le fonti storiche da cui ha attinto sono facilmente identificabili in Tito Livio, Svetonio, Plutarco e altri autori classici, così come ha attinto da cronisti medievali come Goffredo di Villehardouin e Jean Froissart. Gran parte delle citazioni astrologiche sono prese parola per parola da Livre de l'estat et mutations des temps di Richard Roussat.
Una delle maggiori fonti per le profezie fu il Mirabilis liber del 1522, un testo anonimo che contiene una larga raccolta di profezie derivate dall'Apocalisse di Pseudo-Methodius, dalla "sibilla tiburtina", da Savonarola e da Gioacchino da Fiore e altri. Questo testo ebbe molto successo negli anni che seguirono la sua pubblicazione e venne edito in circa sei edizioni, ma tale successo non perdurò nel tempo plausibilmente perché era scritto in latino con caratteri gotici e abbreviazioni difficili da capire. Nostradamus fu uno dei primi a rielaborare queste profezie in lingua francese, il che spiega perché la paternità di tali predizioni fu attribuita proprio a lui.
Nostradamus attinse altro materiale dal De honesta disciplina del 1504 di Pietro Baldi del Riccio, che a sua volta includeva estratti dal De daemonibus di Michele Psello e dal De Mysteriis Aegyptiorum, un libro sulla magia di Giamblico.
Solo nel XVII secolo la gente cominciò a prendere in considerazione il ruolo che le fonti, principalmente classiche, ebbero per Nostradamus.
Nostradamus rigettò sempre l'etichetta di "profeta", nonostante il titolo del libro.

### Profezie "precise"
In generale, le quartine profetiche di Nostradamus hanno pochi riferimenti oggettivamente identificabili. In pochi casi egli fornisce profezie con una data precisa. Tra questi nell'epistola al figlio César avrebbe previsto il culminare di una lunga e selvaggia persecuzione religiosa per il 1792 (in corrispondenza con la rivoluzione francese) e in una quartina (X - 72) un evento catastrofico per l'anno 1999. Nostradamus nel suo libro Le Profezie afferma che le sue predizioni si estendono fino all'anno 3797, anche se la data non viene fornita come fine del mondo.

### Esempi di interpretazioni di quartine
A parte le quartine con una data precisa, le interpretazioni sono varie e spesso discordanti e, da sottolineare, post eventum.
Per individuare gli scritti nostradamiei si utilizzano "C" per centuria e "Q" per quartina.
(C1Q35)
È opinione di alcuni che Nostradamus volesse parlare del re di Francia Enrico II: nel 1559, anche se avvisato dal veggente Luca Gaurico, che lo dissuadeva dall'intraprendere singolar tenzoni, il re si avviò a giostrare in un torneo indetto per celebrare i matrimoni di sua sorella Margherita con il duca di Savoia e di sua figlia Elisabetta con il re di Spagna. Sia Enrico II sia il suo giovane opponente, conte di Montgomery, avevano leoni a sbalzo incisi sui loro scudi. Il re perse: molteplici ferite sulla faccia e sulla gola lo portarono alla morte, con una terribile agonia durata dieci giorni.

## Opere principali di Nostradamus
- Vaticinia Michaelis Nostredami de Futuri Christi Vicarii ad Cesarem Filium (VE 307; Vaticinia di Nostradamus Manoscritto nella Biblioteca Nazionale Centrale di Roma);
- Interpretation des Hyeroglyphes de Horapollo (Interpretazione dei geroglifici di Horapollo);
- Traité des Fardements et Confitures (Trattato dei Condimenti e Conserve), Lyon 1556;
- Les Vrayes Centuries et Propheties de Maistre Michel Nostradamus (Le vere centurie e profezie del maestro Michel de Notre-Dame), edizione originale di Avignone 1556, Lione 1558;
- Les Vrayes Centuries et Propheties de Maistre Michel Nostradamus, Lione 1568 edizione (postuma con dieci centurie);
- Les Vrayes Centuries et Propheties de Maistre Michel Nostradamus, Troyes 1610 (edizione delle stamperie reali costituita da dodici centurie).

## Nella cultura di massa

### Televisione
- Nella serie televisiva Reign, Nostradamus è il veggente della corte francese, interpretato da Rossif Sutherland.
- La serie televisiva Alias mette in risalto il personaggio di Milo Rambaldi, un profeta fittizio simile a Nostradamus.
- Nella serie di fantascienza First Wave i protagonisti utilizzano le quartine di Nostradamus per combattere un'invasione aliena.
- Nella serie animata Sekimatsu Occult Gakui i protagonisti devono trovare la "Chiave Di Nostradamus" per impedire la venuta del re del terrore Angol Mois, predetta appunto da Nostradamus.
- Nella serie animata Huntik - Secrets & Seekers, Nostradamus viene citato come il veggente della famiglia Casterwill.
- Nella miniserie televisiva Zodiaco (di Eros Puglielli) e Zodiaco - Il libro perduto (di Tonino Zangardi), Nostradamus viene rappresentato come l'antenato di una famiglia di un serial killer e come l'insegnante di un collegio.
- Nella serie manga e anime Record of Ragnarok, Nostradamus è uno dei combattenti dell'umanità per il Ragnarok.

### Film
Nostradamus e le sue profezie sono stati usati come spunti narrativi in diversi film, tra cui:
- More about Nostradamus (1941), film biografico diretto da David Miller.
- Catastrofe (Nostradamus no daiyogen - Catastrophe 1999) (Prophecies of Nostradamus) (1975) di Toshio Masuda (Giappone).
- L'uomo che vide il futuro (1981)  di Robert Guenette, commentato da Orson Welles.
- Dèmoni (1985), horror di Lamberto Bava.
- (EN)  Nostradamus (1994) con F. Murray Abraham, Daniel Auteuil e Rutger Hauer.
- (EN)  Reine Margot, La (1994) di Patrice Chéreau, basato sul testo di Alexandre Dumas (padre) con Isabelle Adjani, Jean-Hugues Anglade, Asia Argento, Miguel Bosé, Daniel Auteuil e Virna Lisi.
- Lupin III - Le profezie di Nostradamus (1995), lungometraggio animato della serie giapponese di Lupin III.

### Musica
- Nella canzone degli Iron Maiden Die with your boots on Nostradamus viene citato riferendosi a lui come il francese ( the frenchman)
- Il cantautore inglese Al Stewart scrisse una canzone Nostradamus, concernente le profezie, nel 1973 per il suo album Past, Present, and Future.
- Nikolo Kotzev's Nostradamus è un'opera rock in tre atti scritta da Nikolo Kocev sulla vita di Nostradamus (2001)
- Gli Stratovarius, gruppo musicale finlandese di power metal, gli dedicarono un intero album, Visions.
- I Judas Priest hanno prodotto un concept album dal titolo Nostradamus, incentrato appunto sulla storia di quest'uomo.
- Il secondo album del gruppo metal tedesco Haggard, Awaking the Centuries, è incentrato sulla figura e sull'epoca di Nostradamus.
- Il quarto album dei Mastodon, Crack the Skye, narra la storia di un ragazzo che incrocerà la sua storia con Nostradamus.
- Winston McAnuff, cantante reggae roots di origine jamaicana ha lavorato ad un album, uscito nell'ottobre 2008, intitolato Nostradamus.
- Antonello Venditti, cantautore romano, lo cita nella canzone Shake, nell'album Goodbye Novecento del 1999, anno in cui Nostradamus aveva previsto un evento catastrofico.
- La stessa previsione è la base del singolo di Prince intitolato appunto 1999 e contenuto nell'omonimo album 1999 del 1982.
- Viene anche citato nel brano Papa nero del gruppo reggae veneziano Pitura Freska.
- Viene citato nel brano L'occhio del massone del cantante rap salernitano Rocco Hunt.
- Nel brano Il morbo di Beautiful di Marco Masini viene menzionato quale profetizzante del cosiddetto morbo.
- Il gruppo ungherese Solaris si è ispirato al personaggio di Nostradamus per l'album Nostradamus: Book of Prophecies.
- Il cantante brasiliano Eduardo Dusek gli ha dedicato nel 1981 l'omonimo brano, diventato il suo cavallo di battaglia.
- Nostradamus è il titolo di una canzone del rapper romano Mostro, contenuta nel suo settimo album Sinceramente mostro, in cui prevede il ritorno imminente ed inevitabile del "vero" hip-hop  nella scena del rap-game italiano.
- Nostradamus è il titolo di una canzone del gruppo folk metal spagnolo Saurom.
- Nostradamus viene citato nel brano La fine di Gaia del cantautore e rapper pugliese Caparezza.

### Romanzi ispirati alla vita di Nostradamus
Trilogia di Nostradamus di Valerio Evangelisti
- Magus: Il Presagio 1999 Mondadori
- Magus. L'Inganno 1999
- Magus: L'Abisso 1999
- Magus: Il Romanzo di Nostradamus 2000 Mondadori
- Jerome Nobecourt e Dominique Nobecourt: L'uomo che leggeva le stelle 2008 Corbaccio
- Herbie Brennan, L'ultima profezia di Nostradamus, Mondadori

### Videogiochi
- Nostradamus è il titolo di un videogioco arcade fantascientifico prodotto da Face e uscito nel 1993. Esso si basa sulla profezia relativa all'anno 1999.
- La profezia di Nostradamus sul 1999 è anche il soggetto principale del videogioco per la console Super Nintendo di nome Chrono Trigger, creato dalla Squaresoft nel 1995.
- Nel MMORPG World of Warcraft, il giocatore in una missione deve infiltrarsi in un culto che prevede la fine del mondo, usando un nome falso ispirato a Nostradamus (-Nome-damus).[27]
- In Assassin's Creed: Unity, il protagonista Arno deve cimentarsi nella risoluzione di una serie di enigmi, identificati nel gioco proprio come "enigmi di Nostradamus", che porteranno poi a sbloccare un abito speciale.
- Nel videogioco per Android Mushroom age, Nostradamus è uno dei personaggi ricorrenti che la protagonista incontra durante i suoi viaggi nel tempo.
- Nel 2014 è uscito il gioco Nostradamus:The Last Profecy.

### Fumetti

#### Disney
In una storia Disney italiana intitolata Topolino e il ritorno al passato (pubblicata originariamente su Topolino nº 1672 e poi ristampata in altre testate), Topolino e Pippo viaggiano con una macchina del tempo nel passato e per un contrattempo un giovane ragazzo li segue fino al futuro. Il ragazzo poi ritorna fino al proprio tempo e la sua memoria del futuro viene cancellata, ma alla fine risulta che aveva strappato alcune pagine di libri. Il ragazzo ovviamente diventò Nostradamus e le pagine strappate dai libri spiegano le sue visioni del futuro. La storia è stata creata da Massimo Marconi e Massimo De Vita.
È stato anche edito, sempre dalla Disney Italia, un volumetto a fumetti che propone una parodia di Nostradamus: Paperadamus.
Un evidente riferimento a Nostradamus si ha anche nella storia Zio Paperone e la maledizione di Nostrildamus, di Don Rosa.

#### Altri fumetti
- Nostradamus appare in un'avventura di Tex Willer ambientata in una comunità di conquistadores spagnoli dispersi nel deserto (Tex numero 43, Lotta per la vita, maggio 1964).
- Nel manga di Record of Ragnarok, Nostradamus è uno degli umani che combatte al torneo del Ragnarok. Nella serie appare come un giovane dai tratti effemminati, in contrasto con le sue rappresentazioni classiche che invece lo mostrano come un uomo anziano e con la barba. Viene definito "Il Jolly dell'umanità" ed apparentemente è incredibilmente potente, avendo danneggiato gravemente il Bifrǫst poiché incuriosito da cosa potesse succedere. Per ora non è ancora stata fatta menzione delle sue previsioni.[30]
- In una storia di fantasmi del 1983 di Ulf Granberg e Jaime Vallvé si raffigurava un'apparizione di Nostradamus.
- Nei fumetti DC Comics Universe, Nostradamus era un antenato di Zatara e Zatanna.
- Nella striscia Dilbert di Scott Adams, "Nostradogbert" è un sinonimo/gioco di ruolo di Dogbert.
- Nel fumetto edito dalla Jade Comics, Solarlord, Nostradamus è personaggio ispiratore delle vicende che compongono la prima serie dell'opera (basata sulla celebre quartina x,72)
- Uno dei libri di Geronimo Stilton, Il misterioso manoscritto di Nostratopus, è incentrato sulle profezie di Nostradamus.
- Nostradamus compare anche in Dago, "Oltre le mura dell'incubo", Anno VIII n. 10, come amico del personaggio principale e intento a debellare la peste in una non precisata città. Nell'episodio si fa riferimento a una cura prodotta con particolari erbe.
- Nella serie Martin Mystère l'albo n. 313 del febbraio/marzo 2011 intitolato "L'uomo che visse nel futuro" è interamente dedicato a Nostradamus.
- Nel manga Chainsaw Man, una profezia di Nostradamus è centrale nella trama della seconda parte della storia.